# Fome soviética de 1932–1933
A fome soviética de 1932–1933 afetou as principais áreas produtoras de grãos da União Soviética, que incluía a Ucrânia, o Cáucaso do Norte, a Região do Volga, o Cazaquistão, os Urais Sul e o Oeste da Sibéria.  A manifestação da fome na República Socialista Soviética da Ucrânia é conhecida como "Holodomor". Ao contrário da grande fome russa de 1921, as informações sobre a fome de 1932-1934 foram deliberadamente suprimidas da historiografia soviética pelas autoridades da União Soviética [carece de fontes?], não só pelo regime de Stalin, mas também pelos seus sucessores até a perestroika e a glasnost [carece de fontes?], as reformas políticas e econômicas lançadas por Mikhail Gorbachev entre 1986-1987, que puseram fim à União Soviética no início dos anos 1990. Estima-se que essa fome tenha matado entre 5,5 a 6,5 milhões de pessoas nas regiões soviéticas da Ucrânia,  Região do Volga,  Cazaquistão e em Kuban [carece de fontes?].

## Contexto
A coletivização da agricultura pelo governo soviético é considerada por alguns como uma das principais razões para a fome, por ter causado caos no sistema produtivo no campo.
Isso incluiu a destruição de seus bens pelos camponeses, a venda e matança dos cavalos por medo de que seria apreendidos, e abstenção dos agricultores de trabalhar a terra. As autoridades culparam os kulaks (camponeses ricos) e kolkhozs (agricultores coletivizados), acusando-os de sabotagem [carece de fontes?].
O sinólogo e historiador Lucien Bianco compara a fome na China nos anos de 1958-1962 com a fome Soviética de 1931-1933 na Ucrânia e sul da Rússia, apesar desta ter sido mais "modesta", com sete milhões de morte, citando que Stalin usou a fome para punir o povo ucraniano por sua insolência nacionalista.

## Estimativas de perda de vidas
- O livro The Years of Hunger: Soviet Agriculture, 1931–33 escrito por RW Davies e SG Wheatcroft (2004), dá uma estimativa de 5,5 a 6,5 milhões de mortes.[5]
- A Encyclopædia Britannica estima que de 5 milhões de pessoas morreram de fome na União Soviética durante este período, dos quais 4 milhões de ucranianos.[4] Enquanto que outros artigos apontem o número de mortos para até 8 milhões, sendo 4-5 milhões de ucranianos e 2 a 3 milhões na região do norte do Cáucaso e baixo Volga.[8]
- Norman Naimark em sua obra Stalin's Genocides (2010) estima que 3 a 5 milhões de ucranianos morreram de fome.[9]